# Randy Woods
Randolph "Randy" Woods (Filadelfia, Pensilvania; 23 de septiembre de 1970) es un exjugador de baloncesto estadounidense que disputó 4 temporadas en la NBA y posteriormente desarrolló su carrera en la CBA, en España y en Grecia. Con 1,78 metros de estatura, jugaba en la posición de base.

## Trayectoria deportiva

### Universidad
Woods asistió a la Universidad de La Salle y militó tres temporadas en los Explorers. Disputó 88 partidos en total y promedió 20,6 puntos, 4,8 rebotes y 3,9 asistencias. Su última campaña en los Explorers fue la más destacada en su carrera universitaria con 27,3 puntos en 31 encuentros.

### Profesional
Fue seleccionado en la 16.ª posición del Draft de la NBA de 1992 por Los Angeles Clippers, donde pasó tres temporadas. En ellas disfrutó de pocos minutos, no llegando a superar los 9 por partido y jugando 143 encuentros en su etapa en el equipo californiano. 
El 28 de junio de 1995 fue traspasado junto con los derechos de Antonio McDyess a Denver Nuggets a cambio de Rodney Rogers y los derechos de Brent Barry. Tras jugar 8 partidos con el equipo fue cortado el 23 de diciembre de 1995. 
Las siguientes temporadas las disputó en la CBA, jugando en el Caja San Fernando de la Liga ACB en 1998 (donde promedió 22,7 puntos en 11 partidos) y finalmente en el Papagou BC de la A1 Ethniki en 1999.

## Estadísticas de su carrera en la NBA

### Temporada regular
| Temporada | Edad | Equipo         | Liga | P   | TIT | MIN | TC  | TCA | %TC  | 3P  | 3PA | %3P  | TL  | TLA | %TL   | R.OF. | R.DEF. | REB | ASIS | ROB | TAP | PER | FP  | PTS |
| 1992-93   | 22   | L.A. Clippers  | NBA  | 41  | 1   | 4.2 | 0.6 | 1.6 | .348 | 0.1 | 0.3 | .214 | 0.5 | 0.6 | .731  | 0.1   | 0.2    | 0.3 | 1.0  | 0.3 | 0.0 | 0.4 | 0.6 | 1.7 |
| 1993-94   | 23   | L.A. Clippers  | NBA  | 40  | 0   | 8.8 | 1.2 | 3.3 | .368 | 0.7 | 2.0 | .346 | 0.5 | 0.9 | .571  | 0.3   | 0.4    | 0.7 | 1.8  | 0.6 | 0.1 | 0.9 | 1.0 | 3.6 |
| 1994-95   | 24   | L.A. Clippers  | NBA  | 62  | 3   | 8.0 | 0.6 | 1.9 | .316 | 0.4 | 1.2 | .297 | 0.5 | 0.6 | .737  | 0.2   | 0.5    | 0.7 | 2.2  | 0.7 | 0.0 | 0.9 | 1.4 | 2.0 |
| 1995-96   | 25   | Denver Nuggets | NBA  | 8   | 0   | 9.0 | 0.8 | 2.8 | .273 | 0.6 | 2.6 | .238 | 0.3 | 0.3 | 1.000 | 0.4   | 0.4    | 0.8 | 1.5  | 0.8 | 0.1 | 0.6 | 1.6 | 2.4 |
| Total     |      |                | NBA  | 151 | 4   | 7.2 | 0.8 | 2.2 | .340 | 0.4 | 1.2 | .305 | 0.5 | 0.7 | .683  | 0.2   | 0.4    | 0.6 | 1.7  | 0.6 | 0.0 | 0.7 | 1.1 | 2.4 |